# Chiesa di Sant'Anna (Cracovia)
La chiesa di Sant'Anna è un luogo di culto cattolico di Cracovia, in Polonia.
Rappresenta il miglior esempio dell'architettura barocca in città, uno dei più significativi del Paese.

## Storia e descrizione

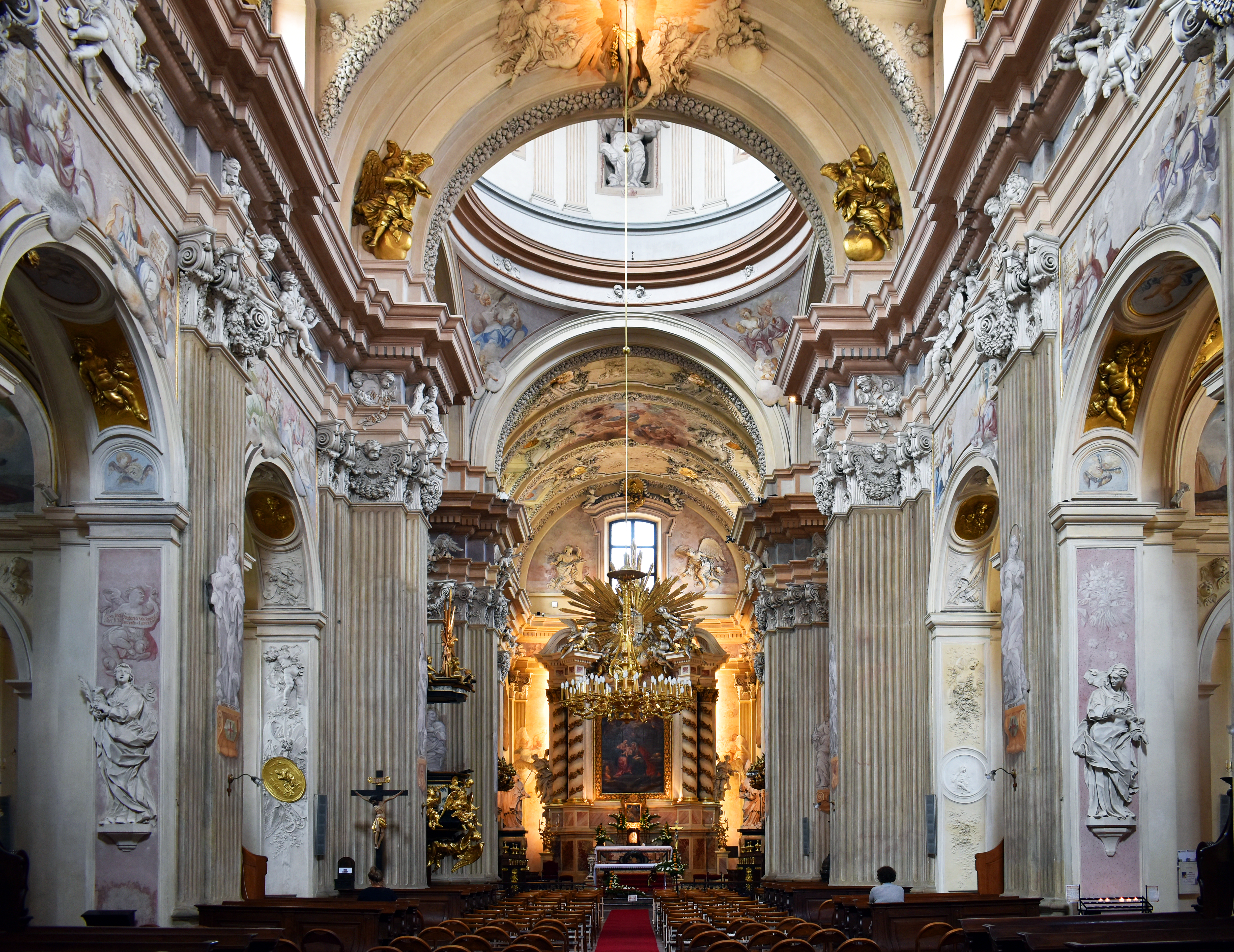
L'interno

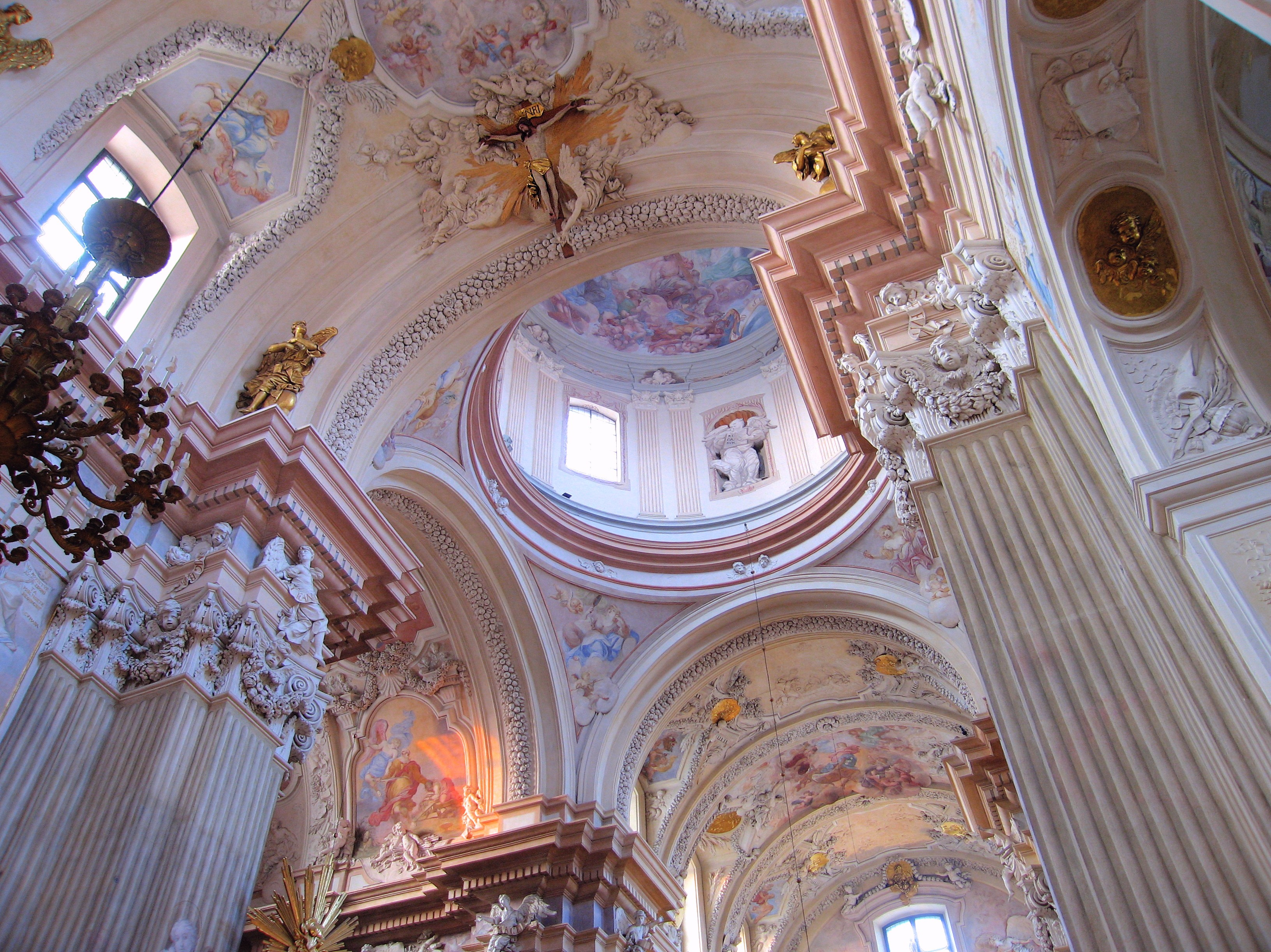
Veduta della crociera con la cupola

Di origini medievali, è menzionata per la prima volta nel 1381; all'inizio del XV secolo la chiesa fu ricostruita a seguito di un incendio.
Le forme attuali risalgono alla fine del XVII secolo. Nel 1689 la chiesa fu, infatti, demolita e ricostruita, in forme più ampie, come chiesa universitaria sotto la guida dell'architetto olandese Tielman van Gameren che si ispirò alla chiesa di Sant'Andrea della Valle a Roma.
L'opera, in stile barocco, fu conclusa nel 1703, e si presenta con pianta a croce latina a grande navata unica a cappelle laterali, transetto e cupola.
La decorazione a stucco, e gli altari sono il capolavoro di Baldassarre Fontana. Gli affreschi illusionistici e le pale degli altari laterali si devono a Carlo e Innocenzo Monti.
Sull'altare maggiore spicca il dipinto di Sant'Anna, realizzato da Jerzy Siemiginowski-Eleuter.
Le spoglie mortali di Giovanni da Kęty vi furono sepolte dopo la sua morte nel 1473, e la sua tomba è meta di pellegrinaggio popolare.